# Joseph-Gaspard-Gilbert de Chabannes
Joseph-Gaspard-Gilbert de Chabannes est né à Riom en 1702, mort au château épiscopal de Monbran à Foulayronnes le 26 juillet 1767, est un prélat français du XVIIIe siècle. 

## Biographie
Il est le fils de Thomas, comte de Chabannes, seigneur de Belâbre.
Il était docteur en théologie et prieur de Sorbonne . Il a été abbé de Val-Richer au mois d'octobre 1723, puis grand vicaire de Tours en 1730, et agent général du clergé de France.
Il est nommé évêque d'Agen en 1735. Il est sacré le 29 janvier 1736.
Il s'oppose à une politique religieuse tolérante en faisant publier: Lettre de M. l'évêque d'Agen à M. le controlleur général contre la tolérance des huguenots dans le royaume (1751)
Il est mort le 26 juillet 1767.

## Publication
- Joseph-Gaspard-Gilbert de Chabannes, Procez Verbal De L'Assemblee Generale Du Clergé De France, tenue A Paris, au couvent des Grands Augustins, en l'année mil sept cens trente cinq, chez Pierre Simon, Paris, 1735 ( lire en ligne )